# Bethulie
Bethulie ist eine Stadt in der Lokalgemeinde Kopanong im Distrikt Xhariep der südafrikanischen Provinz Freistaat.

## Geographie
Bethulie liegt in 1295 Meter Höhe, 180 Kilometer südlich von Bloemfontein. Östlich der Stadt mündet der Caledon in den Oranje, der westlich Bethulies zum Gariep Dam aufgestaut wird.

## Geschichte
1829 wurde an der Stelle der heutigen Stadt von der Londoner Missionsgesellschaft die Missionsstation Groot Moordenaarspoort gegründet, um San ansässig zu machen. Der Name bedeutet etwa „Großes Mördertor“ und bezieht sich auf eine Schlacht, in der Basotho zahlreiche Griqua und Batswana töteten.
1833 übernahm die Société des missions évangéliques de Paris die Mission und nannte sie erst Caledon, ab 1835 Verhuellpolis und schließlich Bethulia („von Gott gewählt“), nach der im Buch Judit erwähnten gleichnamigen Stadt. Die 1863 erfolgte Ortsgründung neben der Mission erhielt den Namen Heidelberg, der aber auch der Name anderer Orte in der damaligen Kapprovinz und in Transvaal war, so dass der Ort 1872 seinen heutigen Namen erhielt.
Das erste und größte Konzentrationslager während des Zweiten Burenkrieges (1899–1902) befand sich in Bethulie. Fast 2000 Menschen starben dort.

## Demographie
Die Stadt hatte 2100 Einwohner (Stand 2011), das benachbarte Township Lephoi wies 4397 Einwohner auf.

## Wirtschaft und Verkehr
Wirtschaftlich bedeutsam ist heute die Rinderzucht.
Bethulie liegt an der Kreuzung der Straßen R701, die in West-Ost-Richtung die Nationalstraße N1 westlich des Gariep Dam mit der N6 in Smithfield verbindet, der Regionalstraße R715, die nach Springfontein im Nordwesten führt, und der R390, die im Süden Venterstad erreicht.
Bethulie liegt an der Bahnstrecke Springfontein–East London.

## Sehenswürdigkeiten
- Gariep Dam Nature Reserve

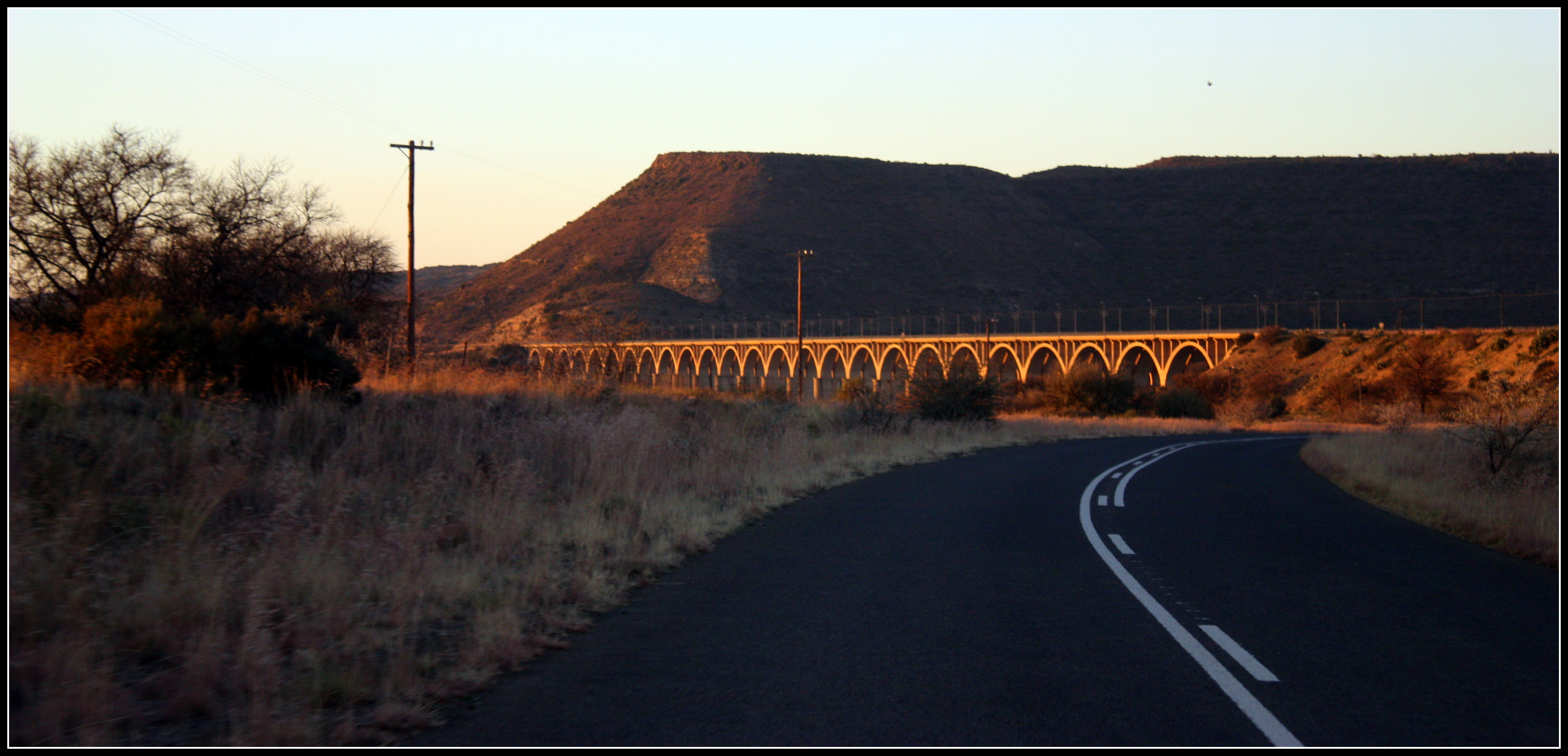
Historische Eisenbahnbrücke

- Oviston Nature Reserve, nahe Bethulie, jedoch in der benachbarten Lokalgemeinde Gariep
- Tussen-die-Riviere Nature Reserve
- Historische Eisenbahnbrücke über den Gariep River[8]

## Persönlichkeiten
- Patrick Mynhardt, Schauspieler